# 緒方謙二郎
緒方 謙二郎（おがた けんじろう、1936年9月8日 - ）は日本の通産官僚。血液型はB型。資源エネルギー庁長官、川崎重工業副社長、日中経済協会理事長、東京浦高会会長などを歴任。兄は国立国会図書館元館長の緒方信一郎。

## 来歴
埼玉県浦和市出身（父は福井県、母は和歌山県）。埼玉県立浦和高等学校、東京大学法学部卒業。1960年 通商産業省入省。配属先は大臣官房調査統計部管理課。1975年 通商産業省生活産業局住宅産業課長。1978年 資源エネルギー庁ガス事業課長。1981年 通商産業省基礎産業局鉄鋼業務課長。1984年 通商産業省大臣官房会計課長。1988年 科学技術庁科学技術振興局長。1989年 科学技術庁原子力局長。1990年6月29日 資源エネルギー庁長官。1991年6月14日 退官。同年7月 東京銀行顧問。1993年6月 川崎重工業常務。1997年6月 川崎重工業代表取締役副社長。2001年 日中経済協会理事長。2007年10月 素形材センター会長。